# Kürettage

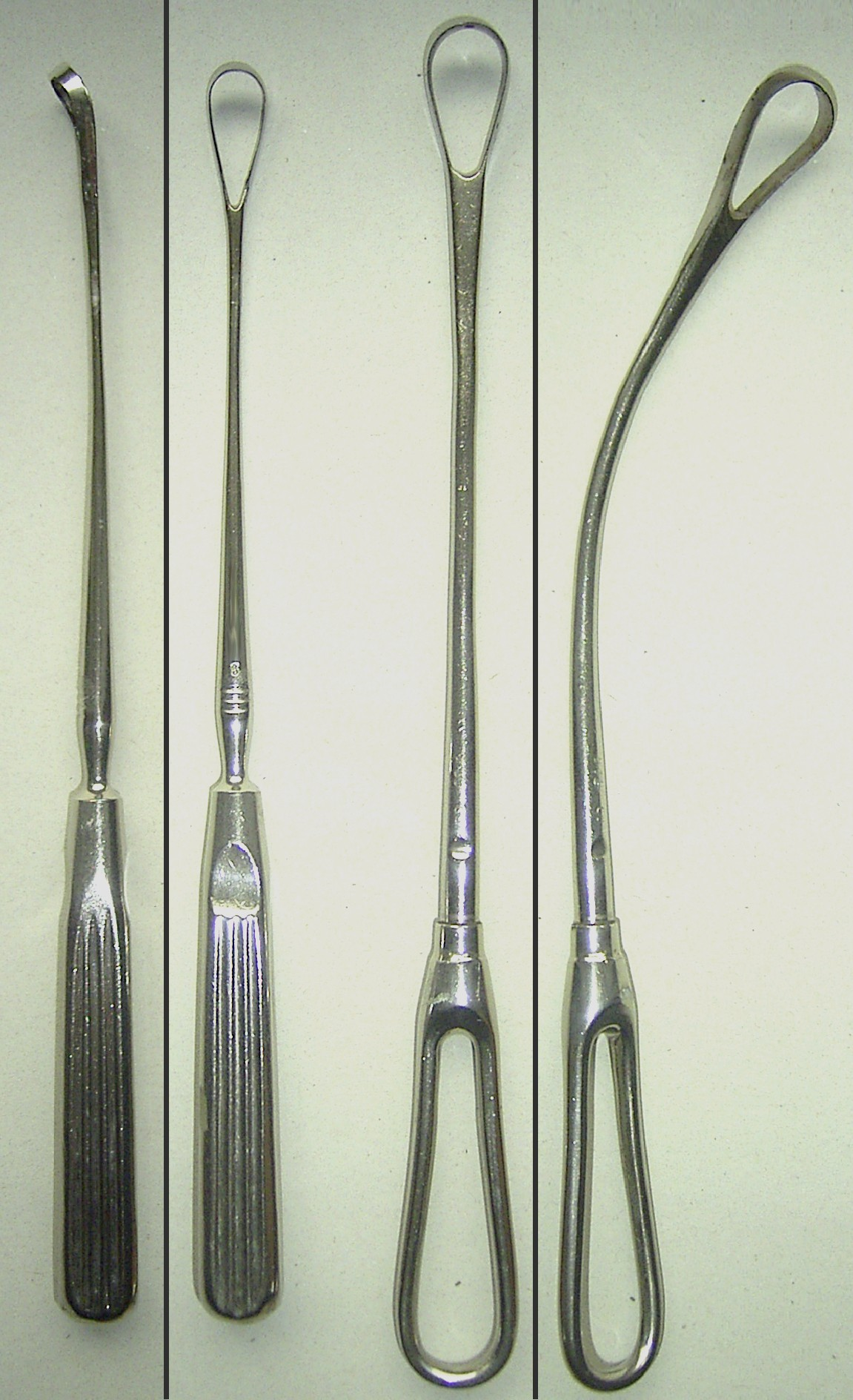
Gynäkologische Küretten

Die Kürettage (auch in der ursprünglichen französischen Schreibung: die Curetage; wörtlich: die Auskratzung, Ausschabung) ist ein medizinischer Begriff, der die operative Entfernung eines Gewebes durch Ausschabung bezeichnet. Die Ausschabung bzw. Abschabung der Gebärmutterschleimhaut wird auch Abrasio uteri (synonyme Kurzform: Abrasio) genannt.

## Anwendungen
- In der Zahnmedizin bezeichnet je nach Tiefe der Zahnfleischtaschen die offene oder geschlossene Kürettage einen Eingriff zur Parodontitisbehandlung.[1] Dieser Eingriff wird als subgingivale Konkremententfernung bezeichnet. Wurzeloberflächen und Zahnhälse werden freigelegt, gereinigt und geglättet, mittels Kürette werden Zahnstein, Bakterienlage und Gewebereste entfernt. Bei Bedarf kommen auch spezielle Ultraschallinstrumente zum Einsatz.[2]
- In der Gynäkologie ist damit in den meisten Fällen eine nach vorheriger Dilatation (Erweiterung) des Gebärmutterhalses durchgeführte Ausschabung der Gebärmutter mit Abtragung der Gebärmutterschleimhaut (Endometrium) gemeint. Sie wird zu diagnostischen (beispielsweise bei Störung der Monatsblutung oder Verdacht auf Neoplasie) und zu therapeutischen Zwecken (beispielsweise bei Abbruch einer Schwangerschaft oder nach Fehlgeburt) angewandt. Eine Kürettage ist allerdings sehr riskant und sollte daher nur in Ausnahmefällen durchgeführt werden: Nicht selten kommt es danach zum sogenannten Asherman-Syndrom, welches Verwachsungen beziehungsweise Verklebungen (Synechien) der Gebärmutter bezeichnet und im schlimmsten Fall zu Unfruchtbarkeit führt. Nach Fehlgeburten ist eine Kürettage meistens nicht notwendig, da alternativ auch ein natürlicher Abgang oder ein durch Medikamente unterstützter Abgang möglich sind. In Fällen besonderer diagnostischer Notwendigkeiten kann eine fraktionierte Kürettage durchgeführt werden.
- In der Dermatologie kommt die Kürettage zum Beispiel zur Entfernung von seborrhoischen Warzen oder zur Entnahme von Proben zur Untersuchung auf Dermatophytosen zum Einsatz.
- In der Hals-Nasen-Ohren-Heilkunde wird eine Kürettage bei einer Hyperplasie der Rachenmandel durchgeführt (s. Adenoide). Die Adenotomie stellt die operative Entfernung der Rachenmandel dar.[3] Des Weiteren werden mittels Ohrkürette besonders verfestigte Ohrablagerungen, Ohrenschmalz, entfernt.
- In der Wirbelsäulenchirurgie wird eine Kürettage der Bandscheiben und Wirbelkörper-Deckplatten und Grundplatten bei Spondylodesen (z. B. Spondylolisthesis, Skoliose-Operation) als Vorbereitung der zumeist nachfolgenden Spongiosaplastik durchgeführt.

## Durchführung
Zur Durchführung bedient man sich eines Handinstruments – der Kürette. Je nach Anwendungsgebiet unterscheiden sich Küretten in Form, Größe und Spitze. So hat eine Ohrkürette eine tropfen- bis löffelförmige Spitze, während zur Entfernung der Parodontitis in der Zahnmedizin teils mehrfach abgewinkelte, spitze Enden zum Einsatz kommen, um alle Bereiche im Mund erreichen zu können. Diese Kürette ähnelt einem Scaler, sollte damit aber nicht verwechselt werden. Die Spitze einer Ringkürette gleicht einem Ring und bietet auf Grund der meist kreisrunden Öffnung ein gutes Sichtfeld auf das zu behandelnde Objekt.